# 沖縄県の米軍訓練空域
沖縄県の米軍訓練空域 (おきなわけんのべいぐんくんれんくういき) について。沖縄県には、陸地の米軍基地だけではなく、米軍の訓練や保安などのための20の空域が設定されている。空の米軍基地、沖縄県の米軍訓練空域の総面積は95,415.73k㎡となる。

## 5.15メモという秘密合意
1972年段階の沖縄返還協定では合計15区域とされてきた。しかし、米軍は「沖縄返還」後も占領期と同様、場所を特定せず自由に沖縄を訓練地として使用することを要求していた。日本政府は最終的には米国の主張を受け入れ、沖縄返還後も秘密合意で民用地での米軍訓練を大幅に認めていた。この秘密合意は沖縄返還の日、1972年5月15日に行われたことから、一般に「5.15メモ」と呼ばれている。
この日米合同委員会の合意議事録は長らく秘密事項とされていたが、沖縄県の度重なる要請により1997年3月25日にやっと開示され、15区域のほかに、さらに5つの空域が提供されていることが判明した。その5区域とは北部訓練場空域、キャンプ・シュワブ空域、キャンプ・コートニー空域、キャンプ・マクトリアス空域、ホワイト・ビーチ地区空域である。
外務省の日米地位協定のページには、現在「5・15メモ等」は日本語版の「仮訳」と「英語版」が掲示されている。
| 5.15メモでの「追加」空域 | 5.15メモでの「追加」空域 | 5.15メモでの「追加」空域 |
| ------------------------ | ------------------------ | ------------------------ |
| 15                       | 北部訓練場               | 77.95                    |
| 16                       | キャンプ・シュワブ       | 135.76                   |
| 18                       | キャンプ・コートニー     | 2.82                     |
| 19                       | キャンプ・マクトリアス   | 0.38                     |
| 20                       | ホワイト・ビーチ地区     | 325.27                   |

また、5.15メモの範疇を超える空域での米軍の訓練も頻繁に行われるため、多くの沖縄の自治体が反対の決議を何度もくりかえしてきた。

## 嘉手納ラプコンの移管
嘉手納ラプコン (Kadena RAPCON) とは、米軍の嘉手納基地内にあった進入管制 (radar approach control) の区域で、沖縄を覆う広範囲な空域を米軍嘉手納基地のレーダー誘導と管制官の指示が管理していた。嘉手納ラプコンのトラブルなども多々あり、2007年に返還が決定していたが、2010年3月31日 、日本側に返還された。
しかしそれ以後も沖縄本島周辺の航空管制を担う那覇空港ターミナル管制所で米軍関係者が管制業務に携わり続け、米軍機の運用を想定して設定された空域「アライバル・セクター」で米軍機が着陸する際、米軍関係者の退役軍人が那覇ターミナル管制所で管制業務を実施する。また米軍の訓練実施が実施されているあいだ一時的に空域制限をする「アルトラブ」も年間千回近く発生していることがあきらかになった。

## 米軍訓練空域の一覧表
5.15メモも加えられて作成された一覧表は以下。さらに区域や時間や高度などの詳しい一覧は5.15メモ事項も含め沖縄県が作成している。
| 米軍訓練空域一覧 | 米軍訓練空域一覧               | 面積 (k㎡) | 備考 |
| ---------------- | ------------------------------ | ---------- | ---- |
| 1                | 伊江島補助飛行場               | 1,025.89   |      |
| 2                | 鳥島射爆撃場                   | 269.25     |      |
| 3                | 出砂島射爆撃場                 | 506.88     |      |
| 4                | 久米島射爆撃場                 | 368.64     |      |
| 5                | 黄尾嶼射爆撃場                 | 0.35       |      |
| 6                | 赤尾嶼射爆撃場                 | 269.25     |      |
| 7                | 沖大東島射爆撃場               | 269.25     |      |
| 8                | ホテル・ホテル訓練区域         | 20,842.89  |      |
| 9                | インディア・インディア訓練区域 | 23,399.10  |      |
| 10               | マイク・マイク訓練区域         | 9,512.65   |      |
| 11               | アルファ訓練区域               | 4,219.79   |      |
| 12               | ゴルフ・ゴルフ訓練区域         | 12,023.27  |      |
| 13               | 沖縄北部訓練区域 (鳥島北方)    | 10,627.93  |      |
| 14               | 沖縄南部訓練区域               | 11,487.00  |      |
| 15               | 北部訓練場                     | 77.95      |      |
| 16               | キャンプ・シュワブ             | 135.76     |      |
| 17               | キャンプ・ハンセン             | 51.41      |      |
| 18               | キャンプ・コートニー           | 2.82       |      |
| 19               | キャンプ・マクトリアス         | 0.38       |      |
| 20               | ホワイト・ビーチ地区           | 325.27     |      |
| 計20か所         | 計20か所                       | 95,415.73  |      |